# Naumi Amorim
Naumi Gomes de Amorim (Tauá, 30 de janeiro de 1967) é um político brasileiro filiado ao Partido Social Democrático (PSD). É o atual prefeito de Caucaia desde 1° de janeiro de 2025.

## Biografia
Nasceu no município de Tauá, região do Sertão dos Inhamuns no Ceará, em 30 de janeiro de 1967. Durante parte da infância e adolescência trabalhou como engraxate, além disso, foi vendedor de frutas e atuou também em fábricas de cerâmica e gesso. Já adulto, morou em Goiás e após retornar para o Ceará, estabeleceu-se na cidade de Caucaia se tornando empresário antes de ingressar na carreira política. 
Sua primeira candidatura para prefeito de Caucaia ocorreu no pleito de 2012, alcançando o terceiro lugar com 32.837 votos (21,38% dos votos válidos).
Em 2014, foi eleito Deputado Estadual pelo Ceará com 46.836 votos.
Em 2016, obteve 80.756 votos (54,23% dos votos válidos), se tornando pela primeira vez Prefeito de Caucaia, sendo esta a primeira eleição do município decidida em dois turnos no município mas não conseguindo a reeleição no pleito de 2020.
Nas eleições de 2022 foi eleito pelo Partido Social Democrático (PSD), Suplente de Deputado Federal na Câmara dos Deputados para a 57.ª legislatura (2023 — 2027) com 34.214 votos.
Assumiu o Mandato como Deputado Federal em 2023, após a licença de Célio Studart (PSD/CE) para assumir a Secretária Estadual do Ceará & Eliane Braz (1 Suplente).
Em 27 de outubro de 2024 foi eleito, com 109.835 votos (60,4% dos votos válidos), o 36º prefeito do município, retornando ao cargo em 1º de janeiro de 2025.